# A patra elegie
„A patra elegie”, subîntitulată Lupta dintre visceral și real, este a patra poezie-elegie de Nichita Stănescu din volumul 11 elegii, apărut în 1966.

## Comentarii
Dorin Ștef, în volumul Elegii stănesciene, dedicat volumului 11 elegii a lui Nichita Stănescu, afirmă: 
| “ | După apusul glorioasei Antichități, gânditorii au împins cunoașterea într-o zonă a esențelor și a abstracțiilor, sperând că astfel se vor apropia mai mult de atotcunoaștere. Unii au înțeles că esența înseamnă simplitate, înseamnă a vedea limpede drumul cel mai scurt spre cauzalitate, spre mecanismul intern al lucrurilor, spre ceea ce determină orice efect. Cu alte cuvinte, a pătrunde prin coaja lucrurilor (de care, din neștiință, ne lovim mereu) și a vedea miezul problemei. Alții s-au înconjurat de dogme, socotind că demonstrațiile sunt de prisos. Timpul a fost reprezentat cu ajutorul cifrelor. La început, acestea au luat chipul și înfățișarea timpului, fiind socotite infinite. Apoi, s-a căutat o limitare a lor în funcție de anumite criterii, și, în cele din urmă, s-a născut mitul „de a descoperi adevărul dintr-o singură cifră”, după cum spunea Nichita. Spațiul, s-a constatat, e populat cu forme și sunete. Formele pot fi unidimensionale (punctul), plane, spațiale, cvadridimensionale (omul și spiritul său), dar s-a căutat tema unificării formelor. Un sunet redus la esență este o notă muzicală, o vibrație care transmite informații. Căutând un singur sunet, oamenii au descoperit tăcerea. Formele, culorile, numerele și sunetele sunt de fapt magistrale pe care circulă calupuri de informație codificată. | ” |